# Cristalerías de Mataró
Cristalerías de Mataró fue una cooperativa española para la fabricación de vidrio de Mataró, con la razón social Cristalerías de Mataró Sociedad Cooperativa y desde 1982 Cristalerías de Mataró S.C.O.C.L. (Sociedad Cooperativa Obrera Catalana Limitada), y conocida popularmente como El Forn del Vidre (en catalán «El Horno del Vidrio»). Operó entre 1919 y 2008, llegando a ser un referente internacional en la fabricación de vidrio.

## Historia
Los orígenes de Cristalerías de Mataró se remontan a 1919. La empresa fue fundada con el nombre de Juan, Estanyol y Compañía, con Pau Pi, Josep Juan y Timoteu Estanyol como socios capitalistas, sin otra intención que obtener rendimientos de su inversión. Bajo el impulso de Josep Ros i Serra, artesano del vidrio de marcada ideología sindicalista, el mes de mayo de 1925 pasó a ser una cooperativa o colectividad, con el nombre inicial de Fundación José Ros Serra, ya que durante la dictadura de Primo de Rivera no estaba permitido trabajar como colectividad declarada. Los estatutos de la colectividad fueron redactados por Juan Peiró, que se había incorporado a la empresa en 1922, y que fue director de fabricación y llegó a ministro de Industria durante la Segunda República. Fue fusilado por los franquistas el 24 de julio de 1942 en Paterna.
La cooperativa llegó a ser la mayor productora de bombillas de España. A lo largo de su historia, fabricó además termómetros, tulipas y pantallas para lámparas, botellas, vasos u objetos decorativos, sin llegar a fabricar vidrio plano. Aunque durante su historia la mayor parte de la producción fue manual, algunos productos como las bombillas, se hicieron con máquinas automáticas a partir de los años 60.
Entre sus hitos, figura el desarrollo de una amplia obra social y cultural, con una escuela racionalista, un grupo de cultura, equipos deportivos, una mutualidad, un economato, etc. A pesar de su carácter anarquista, la cooperativa consiguió resistir todos los altibajos políticos del siglo XX, manteniendo su ideario y estructura social, aunque se quedaron por el camino la escuela y otros proyectos.
La fábrica y sede de la cooperativa, estaba situada en la calle del Rierot de Mataró (el propiamente dicho «Forn del Vidre»). En los años 70 se abrió una moderna fábrica en la calle Foneria n.º 9 del Polígono Industrial Mata Rocafonda. Durante unos años se mantuvo la actividad en las dos instalaciones, hasta que en los años 90 se cerró y derribó la vieja fábrica del Rierot, donde actualmente hay una plaza llamada «Plaça del Forn del Vidre». Otros locales relacionados, fueron la escuela en la calle Prat de la Riba, y el Economato en la calle Moreto, así como una nave en el Passatge del Verdet.
Fruto de la coyuntura productiva del sector del vidrio y la globalización económica, añadido a problemas estructurales de la propia cooperativa que no ayudaron a afrontar la situación de manera adecuada, entró en una larga pero sostenida etapa de declive económico en las postrimerías del siglo XX y primeros años del XXI.[cita requerida]
El año 2005, coincidiendo con la celebración del 85.º aniversario, la cooperativa presentó un plan de inversiones para adecuar el proceso de producción a las nuevas tecnologías. Aquel año la empresa destinaba el 40% de la producción a la exportación, con clientes como Osram o Philips. 
Finalmente, debido a la crisis financiera, la caída del consumo y la pérdida del mercado americano, cerró su actividad vidriera en noviembre de 2008, suspendiendo los contratos de los 80 trabajadores de la cooperativa.
El año 2009 la cooperativa hizo donación de su fondo de más de 400 piezas de vidrio artístico (realizado a lo largo de los años por los socios cooperativistas vidrieros) y de su fondo documental al Ayuntamiento de Mataró. Durante el año 2011 se hizo una exposición de estos fondos en el Museo de Mataró.